# Leucettusa
Leucettusa Haeckel, 1872 è un genere di piccole spugne marine della classe Calcispongiae (o Spugne calcaree).

## Descrizione
Le spugne di questo genere hanno la forma tipica delle spugne calcaree di una composizione di vasi. Sono quasi sempre alte meno di 5 cm.   

## Distribuzione e habitat
Le specie di questo genere sono piuttosto comuni nelle acque poco profonde delle zone tropicali e a latitudini medie dell'emisfero australe.   

## Tassonomia
Comprende le seguenti specie:
- Leucettusa  corticata (Haeckel, 1872)
- Leucettusa  dictyogaster Dendy & Row, 1913
- Leucettusa  haeckeliana (Polejaeff, 1883)
- Leucettusa  imperfecta (Polejaeff, 1883)
- Leucettusa  mariae Brøndsted, 1927
- Leucettusa  pyriformis Brøndsted, 1927
- Leucettusa  sambucus (Preiwisch, 1904)
- Leucettusa  simplicissima Burton, 1932
- Leucettusa  vera Poléjaeff, 1883

### Binomi obsoleti
- Leucettusa lancifer Dendy, 1924 = Leucetta lancifera (Dendy, 1924)
- Leucettusa tubulosa Dendy, 1924 = Leucetta tubulosa (Dendy, 1924)
- Leucettusa usa de Laubenfels, 1942 = Leuconia usa (de Laubenfels, 1942)